# 120
120（一百二十）是119与121之间的自然数。

## 数学性质
- 第89個合數，正因數有1、2、3、4、5、6、8、10、12、15、20、24、30、40、60和120。前一個為119、下一個為121。
質因數分解為{\displaystyle 2^{3}\times 3\times 5}。
- 第28個過剩數，真因數和為240，盈度為120。前一個為114、下一個為126。
  - 第29個半完全數，和為本身的其中一組因數為1、 2、 3、 4、 5、 6、 8、 10、 12、 15、 24、 30。前一個為114、下一個為126。
- 第10個高合成數。前一個為60、下一個為180。
- 第17個佩服數，相減後為本身的因數為60。前一個為114、下一個為138。
- 5的階乘。前一個為24、下一個為720。
- 第41個十进制的哈沙德數。前一個為117、下一個為126。
- 第70個十进制的奢侈數。前一個為117、下一個為124。
- 第6個不可及數。前一個為96、下一個為124。
- 正一百二十邊形為第26個可作圖多邊形。前一個為102、下一個為128。
- 5的数阶，{\displaystyle 5!=1\times 2\times 3\times 4\times 5=120}。
- 在楊輝三角出現6次的數中，除了1之外最小的一個。
- 孪生素数之和、4個連續素数之和：{\displaystyle 59+61=23+29+31+37}。
- 最小的三位數可以用兩種方式表達成兩個連續素数的平方差：{\displaystyle 120=31^{2}-29^{2}=17^{2}-13^{2}}。
- 3首四個正整數冪之和：{\displaystyle 120=3^{1}+3^{2}+3^{3}+3^{4}}。
- 累進可除數
- 屬於有形數
  - 第8個六邊形數。
  - 第15個三角形數。
  - 第8個四面體數。
- 正六邊形的內角為120°，這同時是等邊三角形的外角大小。
  - 第3個41邊形數。

## 科學領域
- 第二個第八週期元素Ubn的原子序數

## 在其他领域
- 中国：召喚救護車的專用電話，由当地120急救中心负责急救服务。
  - 参看中国大陆服务电话号码列表
- 膠卷（菲林）的格式，120菲林是指每卷可以拍12張6x6cm底片的菲林，也稱2吋半菲林。